# Kakae
Kralj Kakae, poznat i kao Kakaeloiki, bio je princ i kralj (Moʻi) havajskog otoka Mauija (drevni Havaji). Spomenut je u drevnim pojanjima.

## Životopis
Kakae je najvjerojatnije rođen na otoku Mauiju. Njegov otac je bio kralj Mauija, Kaulahea I., sin kralja Kahokuohue i kraljice Hikakaiule. Majka mu je bila kraljica Mauija, koju jedno pojanje zove Kapohanaupuni. Prema nekim pojanjima, ona je bila plemkinja Hila, a prema drugim, bila je sestra svog muža.
Kakae je imao brata zvanog Kakaalaneo. Njih dvojica su zajedno vladali Mauijem i Lanaijem. Njihov je dvor bio u Lahaini, koja se tada zvala Lele. Čini se da je Kakae bio psihički bolestan ili je bio manjih kognitivnih sposobnosti. 

## Obitelj
Kakae je bio oženjen svojom tetom po majci, kraljicom Kapohauolom. Njihov sin je bio kralj Kahekili I. Nakon smrti Kakaea, njegov je brat sam vladao, a nakon što je umro, naslijedio ga je nećak Kahekili.